# Phycis phycis

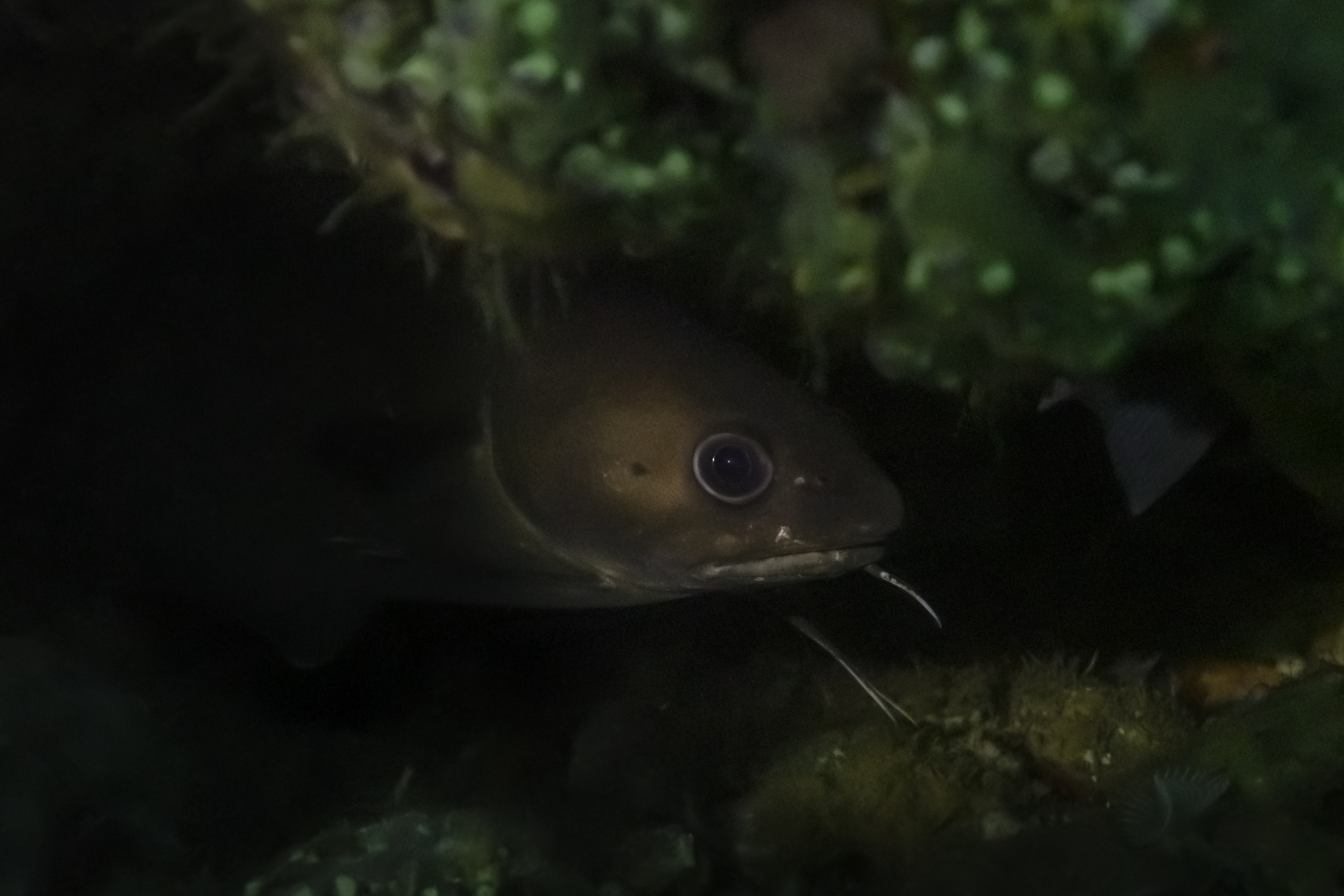
Espécime perto de Sesimbra (Portugal)

Phycis phycis (Linnaeus, 1766), conhecida pelos nomes comuns de abrótea-da-costa ou abrótea-da-pedra, é uma espécie de peixe pertencente à ordem Gadiformes, família Phycidae. É um teleósteo parente do bacalhau, fusiforme, de coloração castanho no dorso, tornando-se mais claro para o ventre, com olhos e boca protuberantes. Apresenta barbatanas pélvicas longas e filamentosas, bífidas, estendendo-se até à região anal.

## Anatomia
Esta espécie apresenta 11-12 fiadas de escamas entre a primeira dorsal e a linha lateral. O número de raios moles da primeira barbatana dorsal varia entre 9-11, a segunda barbatana dorsal entre 57-66. As barbatanas peitorais apresentam 15-19 raios moles, sendo que o número de branquispinhas do primeiro arco branquial é de 11-15. A barbatana caudal apresenta entre 23-29 raios moles. Apresenta barbatanas pélvicas têm como função procurar alimento. Podem atingir um comprimento máximo de 70 cm e um peso máximo de 4 kg.

## Ecologia

### Distribuição e habitat
Espécie demersal, bentopelágica não migratória marinha, com ocorrência no Atlântico Nordeste desde o Golfo da Biscaia até Cabo Verde, assim como no Mar Mediterrâneo e Adriático, em fundos rochosos ou lamacentos. É uma espécie muito comum nos Açores, Madeira e Mediterrâneo mais propriamente na costa italiana. A distribuição vertical desta espécie é de 0-300 metros de profundidade, podendo ocorrer ocasionalmente a profundidades superiores.

### Dieta
Alimentam-se principalmente de pequenos peixes e secundariamente de crustáceos decápodes Reptantia, sendo o peixe mais importante na dieta desta espécie o trombeteiro Macrorhamposus scolopax, seguido pelos mictofídeos. Ocasionalmente alimentam-se de outros invertebrados.
A dieta desta espécie é constituída por organismos que vivem associados ao fundo marinho, refletindo o seu hábito alimentar bentónico.

### Comportamento
É uma espécie com comportamento noturno, permanecendo durante o dia em locais escuros (cavernas ou debaixo de largas pedras), saindo a noite para se alimentar. As evidências sugerem que a maior ou menor dimensão dos exemplares capturados parece estar relacionada com a profundidade à qual estes são capturados.

## Reprodução
A época de reprodução situa-se entre o Verão e o Outono sendo que a época de postura da espécie se inicia em Dezembro até Fevereiro. O comprimento da primeira maturação ocorre aproximadamente nos machos à idade 4 (36 cm) e nas fêmeas à idade 5 (41 cm). A fecundidade pode variar entre 321 000 e 14 993 000 ovócitos por fêmea sendo o diâmetro máximo de um ovo inferior a 1 mm.

## Relação comprimento/peso
{\displaystyle W=0,054.L^{3,205}\Leftrightarrow logW=log(3,205).logL-2,271}
W=peso (g)
L=Comprimento (cm)

## Importância comercial
Método de captura através de palangre de fundo e linhas de mão, representa importância comercial significativa. Normalmente comercializado em fresco, consumido preferencialmente frito ou assado.